# Calythea comis
Calythea comis är en tvåvingeart som först beskrevs av Stein 1911.  Calythea comis ingår i släktet Calythea och familjen blomsterflugor. Inga underarter finns listade i Catalogue of Life.